# Acyrthosiphon scalare
Acyrthosiphon scalare är en insektsart som först beskrevs av Richards 1963.  Acyrthosiphon scalare ingår i släktet Acyrthosiphon och familjen långrörsbladlöss. Inga underarter finns listade i Catalogue of Life.